# Wendelin Weingartner
Wendelin Weingartner (7 de fevereiro de 1937 em Innsbruck) é um político austríaco que foi governador do Tirol de 1993 a 2002. Ele estudou direito na Universidade de Innsbruck e foi presidente do Landes-Hypothekenbank Steiermark em 1984.